# Dinah Hinz
Dinah Eleonora Hinz, Ehename Hinz-Weiss (* 14. Februar 1934 in Heidelberg; † 14. Juli 2020 in Zürich, Schweiz), war eine deutsche Schauspielerin.

## Leben

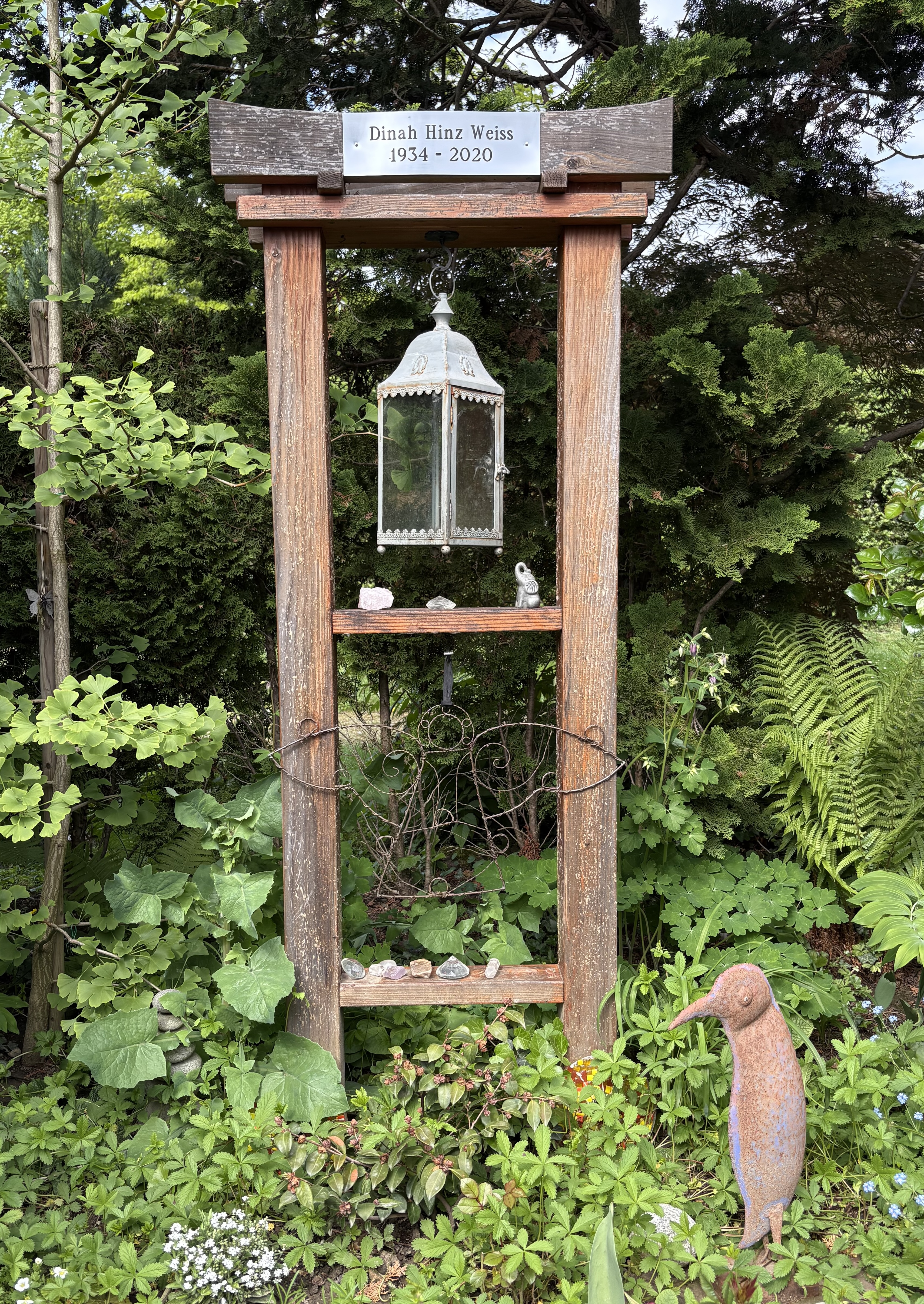
Grab auf dem Zolliker Friedhof

Dinah Hinz war das älteste Kind der Schauspielerin Ehmi Bessel aus deren Liaison mit dem Fliegergeneral Ernst Udet. Kurz vor der Geburt heiratete ihre Mutter den Schauspieler Werner Hinz. Dinah Hinz war die Halbschwester der Schauspieler Michael Hinz und Knut Hinz.
Hinz wuchs in Berlin und Hamburg auf und wollte ursprünglich Archäologin werden. Doch Fritz Kortner entdeckte die 15-jährige Schülerin für die Bühne. Während ihrer Ausbildung (1950/1951) an der Otto-Falckenberg-Schule in München hatte sie gleichzeitig schon Engagements am Residenztheater München und an den Münchner Kammerspielen. Engagements in Hamburg, Hannover, Köln, Berlin, Wien und Zürich folgten. Dinah Hinz wurde auch im Hörfunk, Hörspielproduktionen und oft als Sprecherin für Dokumentarfilme und Features eingesetzt.
Als Synchronsprecherin lieh sie u. a. Carroll Baker (Bei mir nicht), Elizabeth Taylor (Hotel International, Telefon Butterfield Nr. 8) und Joanne Woodward (Von der Terrasse) ihre Stimme. 2009 feierte sie ihr 60-jähriges Bühnenjubiläum. Sie war 2016 in Quartetto von Ronald Harwood in der Inszenierung von Hansgünther Heyme an den Hamburger Kammerspielen zu sehen.
Ihre letzte große Rolle war 2018 die der Mathilde von Zahnd in den Physikern von Friedrich Dürrenmatt im Theater „Die Färbe“ in Singen unter der Regie von Klaus Hemmerle.
Dinah Hinz wohnte seit 1962 in Zollikerberg bei Zürich; sie hatte eine Tochter und zwei Enkel. Sie starb im Juli 2020 im Alter von 86 Jahren nach kurzer Krankheit in Zürich. Sie ruht auf dem Friedhof Zollikon.

## Filmografie

### Kino
- 1953: Regina Amstetten
- 1957: Kindermädchen für Papa gesucht
- 1957: Bekenntnisse des Hochstaplers Felix Krull
- 1960: Schlager-Raketen
- 1960: Das Fenster zum Flur
- 1967: Rheinsberg
- 1968: Morgens um sieben ist die Welt noch in Ordnung
- 1968: Bengelchen liebt kreuz und quer
- 1970: Piggies
- 1989: Schneller als das Auge (Quicker Than the Eye)
- 1998: Spuren verschwinden – Nachträge ins europäische Gedächtnis

### Fernsehen (Auswahl)
- 1958: Bäume sterben aufrecht
- 1960: Das Fenster zum Flur
- 1960: Stahlnetz: E ... 605
- 1963: Was soll werden, Harry?
- 1963: Ein Phoenix zuviel
- 1963: Das Kriminalmuseum (Serie) – Die Fotokopie
- 1964: Die Verbrecher
- 1968: Madame Legros
- 1971: Geschäfte mit Plückhahn
- 1972: Freizeitraum, Bau 2
- 1972: Der Kommissar (Serie) – Fluchtwege
- 1973: Hamburg Transit (Serie) – Camping mit doppeltem Boden
- 1974: Ay, ay, Sheriff
- 1975–1976: PS (Fernsehserie, fünf Folgen)
- 1977: Anpassung an eine zerstörte Illusion
- 1978: Stützen der Gesellschaft
- 1978: St. Pauli-Landungsbrücken – Der Trick (Fernsehserie)
- 1979: Die Abenteuer von Tom Sawyer und Huckleberry Finn
- 1982: Ab in den Süden
- 1987: Das andere Leben
- 1991: Schwarz Rot Gold (Serie) – Stoff
- 1992: Tatort – Falsche Liebe
- 1993: Tatort – Kesseltreiben
- 1993: Jeanmaire – Ein Stück Schweiz

## Hörspiele (Auswahl)
- 1962: Richard Hughes: Gefahr – Regie: Fritz Schröder-Jahn (Original-Hörspiel – NDR)
- 2013: Peter Zeindler: Der Heimwerker (SRF)
- 2018: Dany Boudreault: Wir sind schön, für hässliche Leute – Regie: Susanne Janson (SRF)
- 2020: Ralf Schlatter: Rumantsch Grischun (SRF)